# Tarenna hutchinsonii
Tarenna hutchinsonii är en måreväxtart som beskrevs av Cornelis Eliza Bertus Bremekamp. Tarenna hutchinsonii ingår i släktet Tarenna och familjen måreväxter. Inga underarter finns listade i Catalogue of Life.